# Liste der Ehrenbürger von Viechtach
Die Ehrenbürgerschaft ist die höchste Auszeichnung, die die niederbayerische Stadt Viechtach vergeben kann. Sie zeichnet damit Persönlichkeiten aus, die sich in besonders herausragendem Maße um das Wohl der Stadt verdient gemacht haben und deren Verdienste über den Bereich der Stadt hinaus Wirkung zeigen. Geehrt werden Personen, die durch ihr Wirken, die Entwicklung der gesamten Stadt im nachhaltig positiven Sinne beeinflusst und gefördert haben.
Bislang wurden folgende 9 Personen zu Ehrenbürgern ernannt.
Hinweis: Die Auflistung erfolgt chronologisch nach Datum der Zuerkennung.

## Die Ehrenbürger der Stadt Viechtach
1. Anton Lipf
Stadtpfarrer und Bischöflich Geistiger Rat
Lipf wirkte als Stadtpfarrer in Viechtach. Er wurde in dankbarer Anerkennung seiner langjährigen seelsorgerischen Tätigkeit in  Viechtach und seiner Mitarbeit in gemeindlichen Angelegenheiten zum Ehrenbürger ernannt.
2. Anna Lackerbauer
Rektorin a. D.
Verleihung am 6. April 1962
Lackerbauer war Schulrektorin und gab das Heimatbuch Viechtach im Wandel der Jahrhunderte heraus. In Anerkennung ihrer großen Verdienste um die Erforschung der Geschichte der Stadt Viechtach wurde sie Ehrenbürgerin.
3. Ernst Häusler
Stadtpfarrer und Dekan
Verleihung am 6. April 1962
Häusler wirkte als Stadtpfarrer in Viechtach. Mit der Verleihung der Ehrenbürgerschaft erkannte die Stadt seine großen Verdienste um die Förderung des Wohnungsbaues und der Industrieansiedlung in der Stadt Viechtach durch Bereitstellung von Baugrund an.
4. Hans Schellerer
Notar i. R.
Verleihung am 12. November 1962
Der Münchner Notar hatte mit einer großzügigen Spende von rund 30.000 DM die Renovierung der Stadtpfarrkirche und des Josefikirchleins unterstützt.
5. Karl Gareis
Apotheker und Altbürgermeister
Verleihung am 10. Oktober 1966
Gareis war lange Jahre Bürgermeister von Viechtach. Anlässlich seines 60. Geburtstages würdigte die Stadt seine Verdienste auf kulturellem Gebiet und als Kreisnaturschutzbeauftragter des Landkreises Viechtach mit der Verleihung der Ehrenbürgerschaft.
6. Heinrich Zenglein
Oberfinanzrat
Verleihung am 12. Januar 1968
Der Regensburger Oberfinanzrat erwarb sich große Verdienste um die Förderung des Wohnungsbaues und der Industrieansiedlung in der Stadt Viechtach durch Bereitstellung von Baugrund.
7. Johann Fersch
Stadtpfarrer und Bischöflich Geistlicher Rat
Verleihung im Oktober 1981
Fersch wirkte als Stadtpfarrer in Viechtach. In dieser Zeit ließ er die Stadtpfarrkirche und die St.-Anna-Kapelle außen und innen renovieren und die Pfarr- und Stadtbücherei errichten.
8. Josef Niedermayer
1. Bürgermeister und Landtagsabgeordneter
Verleihung am 2. Juni 1986
Mit der Ernennung zum Ehrenbürger erkannte die Stadt seine langjährigen hervorragenden Leistungen als 1. Bürgermeister an.
9. Helmut Feuchtinger
Landrat a. D.
Verleihung am 18. Dezember 1994
In Anerkennung seines langjährigen verdienstvollen Wirkens als Landrat des Landkreises Regen auch zum Wohle der Bürger der Stadt Viechtach wurde er zum Ehrenbürger ernannt.